# Edward Dean Adams Power Plant
Das Edward-Dean-Adams-Kraftwerk (englisch Edward Dean Adams Power Plant oder englisch Adams Hydroelectric Generating Plant) war ein Wasserkraftwerk in Niagara Falls im Bundesstaat New York in den Vereinigten Staaten. Das 1895 in Betrieb genommene Kraftwerk war das erste Großkraftwerk für die Erzeugung von Wechselstrom. 1904 erreichte die installierte Leistung des Kraftwerks 78,3 MW (105.000 PS). In der Rangfolge der größten Kraftwerke löste es damit das 1891 in Betrieb genommene Kraftwerk Deptford in England ab.
Der Betrieb der Edward Dean Adams Power Plant wurde 1961 eingestellt, nachdem am gleichen Standort das neue leistungsfähigere Kraftwerk Robert Moses Niagara in Betrieb genommen wurde.

## Geschichte
Die Nutzung der Wasserkraft bei den Niagarafällen begann um 1725 mit einer Sägemühle an den Rapids oberhalb der Fälle für Bauholz für Fort Niagara. Weitere Mühlen folgten, bis hier an den Stromschnellen staatliche Reservations eingerichtet wurden. In den 1870er Jahren wurde der Hydraulic Canal in Betrieb genommen. Dieser Fabrikkanal versorgte mehrere Mühlen, Sägereien und Zellstofffabriken mit Wasser, das zum Antrieb von Turbinen genutzt wurde. Die Kraftübertragung von den Turbinen zu den Arbeitsmaschinen erfolgte noch rein mechanisch.
1882 ging das erste Elektrizität liefernde Kraftwerk an den Niagarafällen in Betrieb. Die Anlage wurde mit Wasser aus dem Hydraulic Canal betrieben und diente ausschließlich der Erzeugung von Gleichstrom zu Beleuchtungszwecken.
1886 regte Thomas Evershed den Bau eines vier Kilometer langen Tunnels unter der Stadt an, der das Unterwasser von Industriebetrieben aufnehmen würde, die entlang des Flussufers aufzustellen wären. Für die Umsetzung des Projektes wurde die Niagara River Hydraulic Tunnel Power & Sewer Company gegründet, aber das Projekt scheiterte an der fehlenden Finanzierung.
1899 übernahm der Finanzier Edward Dean Adams, nach dem auch das Kraftwerk benannt ist, die Niagara River Hydraulic Tunnel Power & Sewer Company und formte daraus die Niagara Falls Power Company. Für den Bau, die Finanzierung und den Betrieb der Anlage wurde die Tochtergesellschaft Cataract Construction Corporation in New Jersey gegründet. Ihre Aufgabe war die Planung, die Finanzierung und der Bau des Projektes. Adams gelang es für das Unternehmen namhafte Geldgeber, wie J. P. Morgan, Morris Ketchum Jesup, John Jacob Astor IV und die Vanderbilt-Familie, zu gewinnen.
Adams plante von Beginn an, die erzeugte Energie auch zu anderen Städten wie zum Beispiel zum 30 km entfernten Buffalo zu transportieren, doch musste zuerst nach einer passenden Technologie für den Transport der Energie gesucht werden. Die Elektrotechnik steckte noch in den Kinderschuhen und elektrische Stromnetze waren noch nicht etabliert. Die geeignetste Methode für den Transport und die Verteilung der elektrischen Energie sollte deshalb durch die International Niagara Commission mit Sitz in London gesucht werden. Vorsitzender der Kommission war Lord Kelvin, die Mitglieder waren die englischen Ingenieure William Unwin, Coleman Sellers II vom Stevens Institute of Technology, Eleuthère Mascart aus Frankreich und Théodore Turrettini, Elektrotechniker aus der Schweiz. Sie untersuchten die Energieübertragung mit bereits bewährten Systemen, wie einer Druckwasserversorgung, wie sie ab 1886 in Genf verwendet wurde, oder einer Druckluftversorgung, wie sie ab 1888 in Paris verwendet wurde. Im Bereich der noch jungen Elektrotechnik wurde die Energieübertragung mit Hilfe des Transports von Bleiakkumulatoren, eines Gleichstromnetzes oder eines Wechselstromnetzes untersucht.

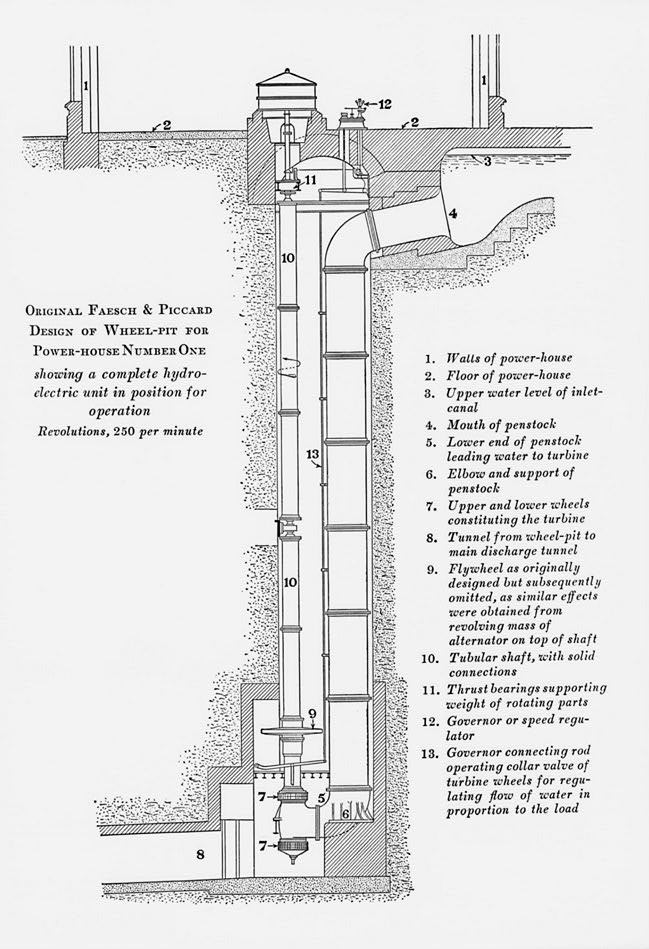
Querschnitt durch die Turbinengrube von Maschinenhaus 1

Unabhängig von dem noch nicht gelösten Problem des Energietransportes wurde im Oktober 1890 mit dem Bau des Unterwassertunnels begonnen, der zwei Jahre später fertiggestellt wurde. 1892 wurden die Turbinen in Auftrag gegeben. Sie mussten wegen Einfuhrzöllen in den USA nach Zeichnungen der schweizerischen Turbinenfabrik Faesch und Piccard bei den I.P. Morris Eisenwerken in Philadelphia gefertigt werden. Die Turbinengrube wurde im Januar 1894 fertiggestellt.
Die Cataract Construction Corporation entschied sich am 6. Mai 1893 für die Verwendung von Wechselstrom für die Energieübertragung und bestellte im Oktober 1893 die Generatoren bei Westinghouse Electric. Die Entscheidung für Wechselstrom basierte auf dessen erfolgreichen Verwendung für Übertragungsleitungen 1890 bei einem Kraftwerk an den Willamette Falls in Oregon, 1891 bei der Drehstromübertragung Lauffen–Frankfurt und bei der Ames Hydroelectric Generating Plant und der 1893 vorgesehenen Verwendung an der World’s Columbian Exposition.
Das Kraftwerk nahm am 26. August 1895 den Betrieb auf. Die ersten Kunden waren die Pittsburgh Reduction Company, welche Aluminium nach dem Hall-Héroult-Prozess herstellte und die Carborundum Company, welche Siliciumcarbid als Schleifmittel herstellte. Die Versorgung erfolgte über einen 2,4 km langen Kabeltunnel aus Beton, der Forbes Subway genannt wurde.
Im Juni 1896 wurde die Cataract Power and Conduit Company gegründet, die eine gemeinsame Tochtergesellschaft der Niagara Falls Power Company und von Buffalo General Electric war. Die Gesellschaft hatte die Aufgabe, den Strom aus dem Kraftwerk nach Buffalo zu übertragen und dort zu verkaufen. General Electric erhielt den Auftrag, die dazu notwendigen Transformatorenstationen in Niagara Falls und Buffalo, sowie die beiden 11-kV-Freileitung zu errichten und die rotierenden Umformersätze für die Versorgung der Straßenbahn in Buffalo zu liefern. Die Anlage nahm am 15. November 1896 den Betrieb auf. Die Transformatoren waren zwar primär- und sekundärseitig mit Schmelzsicherungen versehen, welche die Anlage aber nicht vor Kurzschlüssen schützen konnten. Somit musste beim Auftreten eines Kurzschlusses das ganze Kraftwerk stillgelegt werden, indem die Erregung bei den Generatoren abgeschaltet wurde. Später ermöglichte ein Trennschalter in der Generatorsammelschiene, entweder die Verbraucher in Niagara Falls oder diejenigen in Buffalo weiter mit Strom zu versorgen, nachdem der fehlerhafte Teil der Anlage abgetrennt wurde. Später wurden Ölschalter von General Electric eingeführt, welche in der Lage waren Kurzschlüsse abzuschalten.
Der erste Kunde in Buffalo war die Straßenbahn, welche eine Leistung von ungefähr 1000 PS benötigte. Die Industrie vertraute der neuen Technik noch nicht und stellte deshalb nur zögerlich von Dampfmaschinen auf Elektromotoren um. In den ersten Jahren war deshalb die Anlage defizitär. 1900 wurde eine dritte Übertragungsleitung errichtet und die Spannung aller Übertragungsleitungen auf 22 kV erhöht, weil der Verbrauch in Buffalo stark anstieg.
Im Juni 1975 wurde das Transformatorhäuschen des Kraftwerks ins National Register of Historic Places aufgenommen. Im Mai 1983 erhielt dieses Gebäude den Status eines National Historic Landmarks.

## Technische Beschreibung der Anlage

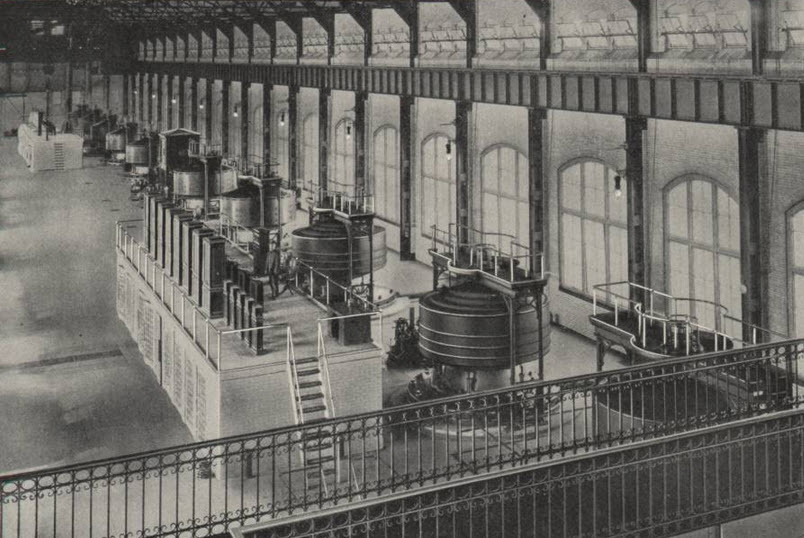
Maschinenhalle mit Generatoren von Westinghouse

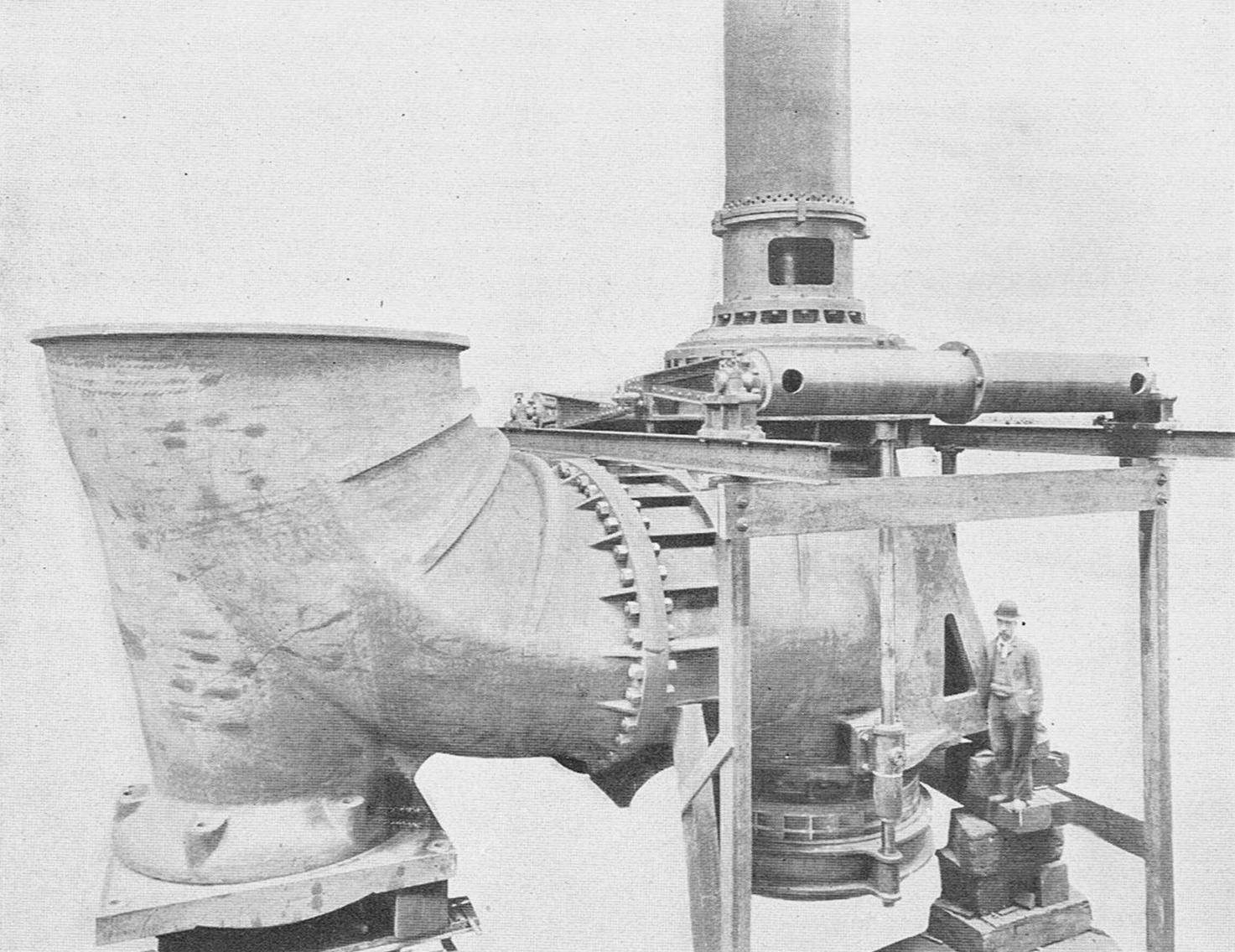
5000 PS-Turbine nach Zeichnungen von Faesch & Piccard, Genf

Die Generatoren waren in zwei vom renommierten Architekturbüro McKim, Mead, and White gestalteten Maschinenhäusern aufgestellt, die sich am Einlasskanal gegenüberstanden. Die Turbinengruben der Maschinenhäuser entwässerten in den Unterwasserstollen mit hufeisenförmigen Querschnitt. Der Stollen ist zwei Kilometer lang, 6,4 m hoch und 5,7 m breit. Für dessen vierlagige Ausmauerung wurden 16 Millionen Backsteine benötigt.
Das Maschinenhaus 1 an der Westseite des Einlasskanals war mit zehn Fourneyron-Turbinen nach Zeichnungen von Faesch und Piccard ausgerüstet, die je einen 5000-PS-Generator von Westinghouse Electric antrieben. Die Turbinen waren ohne Saugrohr am Grunde der 6 m breiten und 55,5 m tiefen Turbinengrube angeordnet und über einen vertikalen Wellenstrang mit dem zugehörigen Generator verbunden. Sie wiesen zwei vertikal angeordnete einander gegenüberliegende Laufräder auf, die von innen beaufschlagt wurden. Bei dieser Anordnung war es möglich, die Auflagekraft des Wellenstrangs mit dem durch das Wasser verursachten Axialdruck auf das obere Laufrad teilweise zu kompensieren. Die mechanischen Turbinenregler für die ersten drei Turbinen stammten von Faesch und Piccard, diejenigen der übrigen waren elektrischer Bauart und wurden von William Sellers, Philadelphia geliefert. Die Turbinen drehten mit 250 Umdrehungen pro Minute, dieser Wert wurde mit einer Abweichung von 2 % durch die Regler eingehalten.
1910 bis 1913 wurden die Fourneyron-Turbinen des Maschinenhauses 1 durch Francis-Turbinen ersetzt, wie sie im Maschinenhaus 2 verwendet wurden. Die mit Außenläufern ausgeführten zwölfpoligen Generatoren von Westinghouse erzeugten einen Zweiphasenwechselstrom mit einer Frequenz von 25 Hz und einer Spannung von 2,2 kV.
Das Maschinenhaus 2 an der Ostseite des Einlasskanals war mit elf Francis-Turbinen von Escher Wyss, Zürich ausgerüstet. Jede Turbine verfügte über ein mit einem Saugrohr ausgerüstetes Laufrad, das von außen beaufschlagt wurde. Das Gewicht des Wellenstrangs wurde einerseits von einem mit Wasser beaufschlagten Kolben am unteren Ende des Wellenstrangs sowie durch ein Axiallager mit Öldruckschmierung am oberen Ende getragen. Escher Wyss lieferte ebenfalls die servo-hydraulischen Turbinenregler. Die 5500-PS-Generatoren von General Electric waren von zwei verschiedenen Bauarten: sechs hatten ebenfalls Außenläufer wie diejenigen vom Maschinenhaus 1, die anderen fünf hatten eine Anordnung mit innenliegendem Läufer, welche sich später durchsetzte.

### Übertragungsleitungen nach Buffalo

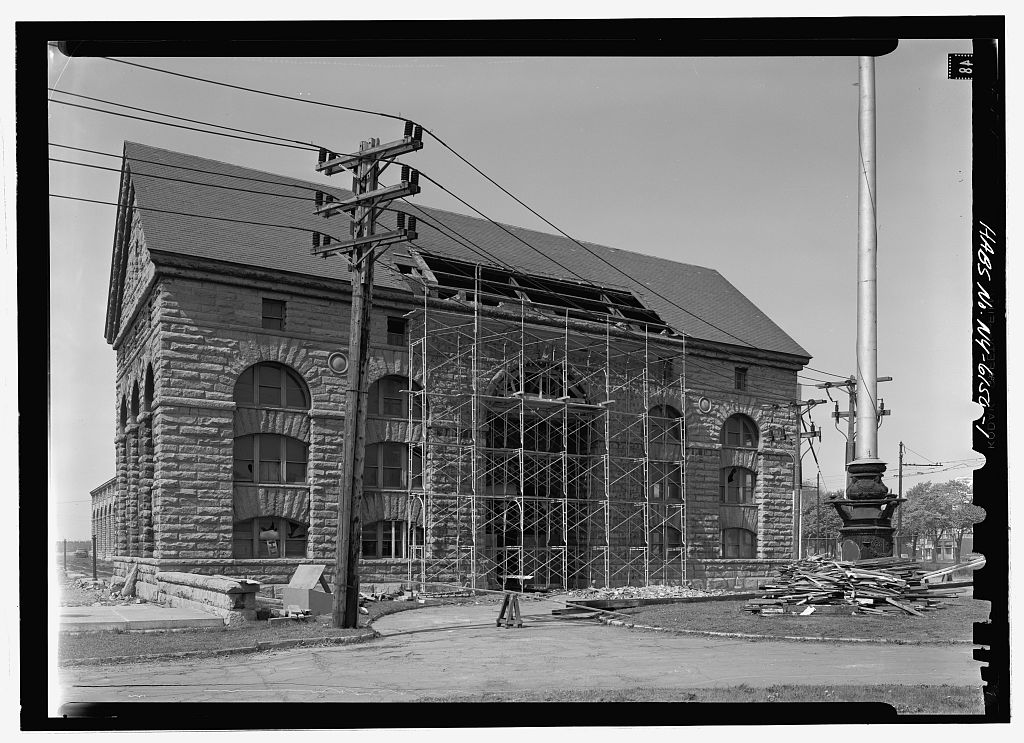
Erste Freileitung vor Maschinenhaus mit zwei dreiphasigen Systemen

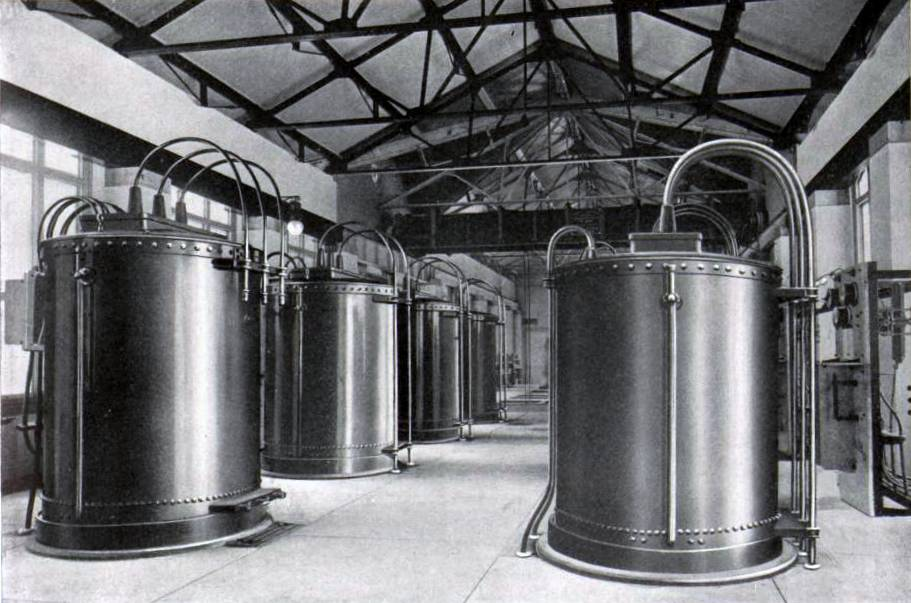
Transformatorstation mit den ölisolierten 22-kV-Transformatoren für die zweite Leitung. Aufnahme um 1904.

Das Transformatorenhaus war zuerst mit zwei luftgekühlten 930-kVA-Transformatoren ausgerüstet, hergestellt von General Electric. Sie wandelten den Zweiphasenwechselstrom von den Generatoren mit der Scottschaltung in Dreiphasenwechselstrom mit 11 kV Spannung um. Die Übertragungsleitung nach Buffalo war 35 km lang und glich in ihrer Konstruktion stark einer Telegrafenleitung. Die Kupferseile wurden von stehenden Porzellan-Isolatoren auf Zedernholz-Masten getragen, die in 20 Meter Abstand aufgestellt waren. Die letzten 1200 m waren als Erdkabel ausgeführt. Die Leitung bestand aus zwei dreiphasigen Kreisen, wobei jeder in der Lage war, die ganze in Buffalo notwendige Leistung zu übertragen. Dadurch konnte eine unterbrechungsfreie Versorgung gewährleistet werden. In Buffalo waren drei 250-kVA-Transformatoren in Dreieckschaltung angeschlossen, welche zwei rotierende Umformersätze für die Stromversorgung der Straßenbahn-Fahrleitung betrieben. Bei Ausfall der Übertragungsleitung konnten die für die Straßenbahn notwendigen 550 V Gleichstrom auch mit lokalen Gleichstromgeneratoren erzeugt werden, die von Dampfmaschinen angetrieben wurden. Der Wirkungsgrad der Übertragungsleitung inklusive Transformatoren war 79,6 %. Die Leitungen wurden durch Wurts-Rollenblitzableiter vor Überspannungen geschützt, deren Wirksamkeit aber angezweifelt wurden, da sie die hohe Kurzschlussleistung des Kraftwerkes nicht bewältigen konnten.
Die 1900 gebaute Übertragungsleitung wurde mit Aluminiumseilen ausgeführt, die von hängenden Isolatoren an Stahlmasten getragen wurden. Die Masten standen in 40 m Abstand. Die Erfahrung mit der ersten Leitung zeigte, dass im Winter nicht mit Eisbildung an der Leitung zu rechnen war, weshalb der Mastabstand deutlich größer gewählt werden konnte. Zur Versorgung der zweiten Leitung wurden zehn wassergekühlte Transformatoren mit Ölisolation von Westinghouse aufgestellt, die je eine Leistung von 1875 kW hatten. Der Wirkungsgrad dieser Übertragung erreichte 88,4 %.